# سالامينا
سالامينا: (باليونانية:Σαλαμίνα )، (بالإنجليزية:Salamina )، مدينة يونانية ومركز لبلدية تقع في جزيرة سالاميس جنوب وسط اليونان وهي تقع ضمن مقاطعة جزر أتيكا التي تتبع إدارياً لإقليم آتيكا الإداري.

## الموقع والسكان
تقع المدينة على الساحل الغربي لجزيرة سالامينا (سالاميس) ضمن خليج سالاميس الذي يشكل جزءاً من الخليج الساروني. وتبعد مسافة (14) كم عن بيرايوس عاصمة المقاطعة، ومسافة (20) كم عن العاصمة اليونانية أثينا، وتعتبر سالامينا الحد الغربي لامتداد منطقة أثينا العمرانية الكبرى.
يبلغ عدد سكان المدينة حوالي (25) ألف نسمة، بينما يصل عدد سكان بلدية سالامينا التي تضم معظم أراضي الجزيرة إلى (30) ألف نسمة (تعداد عام 2001).

## التسمية والأسطورة
يعود اسم المدينة (سالامينا) إلى اسم الجزيرة والتي تعرف أيضاً باللغة اليونانية القديمة تحت اسم (سالاميس) (Salamis). وبحسب الـأساطير الإغريقية فإن هذا الاسم يعود إلى الـحورية (سالامينا) (Salamina) ابنة أسوبو (Asopou) وهو نهر كورنثي.
وبحسب نفس الأساطير فإن بوسايدون إله البحر قد وقع في غرام سالامينا الجميلة وأنجب منها أول ملك للجزيرة واسمه سيكريوس (Cychreus) والذي كان نصفه إنسان ونصفه سمكة.
أما الأصل الفعلي لهذه التسمية فيمكن أن يكون قد أتى من اللغة الفينيفية من كلمة سالام (Salam).
تدعى مدينة سالامينا باسم آخر هو كولوري (Koulouri).

## التاريخ

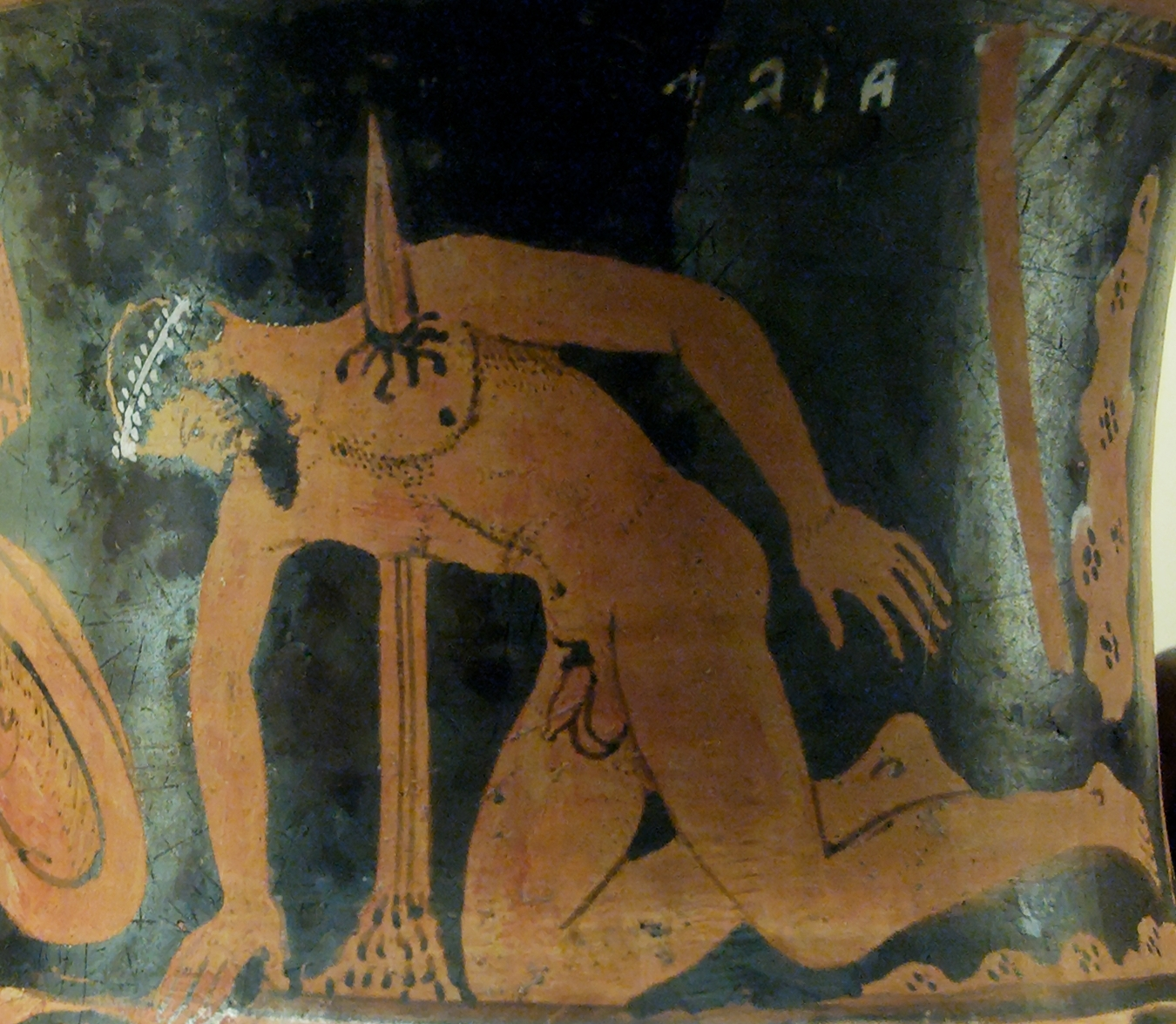
فخارية إغريقية تمثل انتحار أجاكس

دلت التنقيبات الأثرية أن الجزيرة كانت مسكونة منذ العصر النيوليثي، وقد تأسست مدينة سالامينا منذ القرن الرابع قبل الميلاد، ولكنها لم تكن مدينة إغريقية قوية بعكس المدن المحيطة بها، بل كانت محلاً للنزاع والخلاف بين هذه المدن الإغريقية الكبيرة نتيجةً لموقع سالامينا الإستراتيجي،، وكانت في أغلب تلك الفترة خاضعة لسيطرة أثينا.
اشتهرت المدينة في تلك الفترة (بحسب روايات هومير) بأنها موطن البطل الأسطوري الإغريقي أجاكس (Ajax) سليل ملوك سالامينا الأسطوريين والذي كان أحد الشخصيات الرئيسية في الحروب الطروادية.
أما الحدث الأهم الذي جرى فيها خلال الفترة الكلاسيكية هو معركة سلاميس البحرية بين الـإغريق والـفرس والتي انتهت بانتصار الإغريق وطرد الفرس من اليونان. ازدهرت الجزيرة في القرن الرابع قبل الميلاد بسبب ضرب العملة المصنوعة من النحاس الأصفر فيها.
تحالفت في أواخر القرن الرابع قبل الميلاد مع الـمقدونيين ضد أثينا الأمر الذي عرضها للتدمير على أيدي الأثينيين ثم المقدونيين لاحقاً. أصبحت خلال الفترة الرومانية محكومة بشكل مباشر من قبل الـرومان.
تراجعت أهمية سالامينا في القرون اللاحقة، ويعرف أنها كانت خلال الفترة الـعثمانية عبارة عن ميناء لبناء وإصلاح السفن السلطانية. ساهمت لاحقاً بشكل فعال في حرب استقلال اليونان عام (1821) م.

## المعالم الأساسية
لا توجد أوابد أثرية باقية من العصور القديمة في المدينة التي تتميز حالياً بوجود العديد من البيوت الصغيرة والأحياء ضيقة الشوارع المميزة للجزر اليونانية وأهم ما يميز سالامينا اليوم:
-تلة الطاحونتين: وهي تلة مبنية عليها طاحونتان هوائيتان (تعودان للـقرن الثامن عشر)
-دير فانيروميني (الظهور): وهو دير يعود للقرن السابع عشر (1670) م. مبني فوق المكان التي وجدت فيه أيقونة لـمريم العذراء وذلك بعد أن راودت أحد السكان المحليين رؤية عن هذه الأيقونة (بحسب القصة الشعبية).
-مسرح يوريبيديس (Euripides): بني عام 1993 على النمط الإغريقي القديم تخليداً للشاعر والمسرحي المشهور يوريبيديس أحد مواليد الجزيرة.

## متفرقات
- اشتهرت سالامينا القديمة بعلاقتها مع الشعراء والكتاب المسرحيين الكلاسيكيين إذ ولد فيها يوريبيديس، وشارك في معركتها أيسخيلوس (Aeschylos)، وأيضاً سوفوكليس الذي كان مراهقاً وقتئذٍ.
- تعتمد المدينة بشكل أساسي على السياحة وصيد الأسماك، والنقل البحري، إذ يعمل الكثير من سكانها في هذه القطاعات.
- تشتهر المدينة بصناعة بناء السفن إذ تحتوي على خمسة أحواض لهذه الصناعة.
- أهم نادي رياضي في المدينة هو أجاكس سالاميناس.

## وصلات خارجية
- موقع المدينة الرسمي